# الرمز غير المثلي
الرمز غير المثلي ضرب من رموز التعمية يمثل غرضا فريدا؛ لذلك فالرموز غير مثلية أي غير قابلة للمبادلة. وهذا خلاف الرموز المعماة مثل البيتكوين والعديد من الرموز المتداولة التي تكون مثلية بالطبع.